# Тарја Халонен
Тарја Карина Халонен (фин. Tarja Kaarina Halonen; Хелсинки, 24. децембар 1943) финска је политичарка. Била је председница Финске од 6. фебруара, 2000. до 1. марта 2012.

## Биографија
Тарја Халонен је рођена 24. децембра 1943. у Хелсинкију у округу Калио. Њени родитељи су били Вијено Олави Халонен (Vieno Olavi Halonen) и Лили Елина Лоимола (Lyyli Elina Loimola). Дипломирала је право на Универзитету у Хелсинкију 1968. Халоненова је служила као социјални секретар и организациони секретар Националне уније студената у Финској од 1969. до 1970, и делимично захваљујући овоме је стекла позицију адвоката Централне организације финских трговачких синдиката (САК) између година 1970. и 1974. Ступила је у Социјал-демократску партију 1971. 
1974. премијер Калеви Сорса је узео Халоненову за секретарицу парламента, и она се тако повезала са унутрашњим круговима политичког света. После овога је служила на разним позицијама од поверења. 1975. је изабрана међу представнике Osuusliike Elanto, што је била позиција коју је држала док није изабрана за председницу. У исто време је била члан Савета града Хелсинкија; а ову позицију је напустила 1996. 1979. је изабрана у Фински парламент, чији је била члан до 2000. У парламенту, прва значајна позиција јој је била место председавајућег социјалног комитета парламента. На овој позицији је била од 1984. до 1987. 
Са овог места, Халоненова се узидгла на позицију министарке за социјална питања, и министарке здравља 1987, а затим је служила као министарка за нордијску кооперацију од 1989. до 1991. Исте године је изабрана за председавајућег владе фондације за међународну солидарност. И ову дужност је напустила кад је изабрана за председницу. Од 1990. до 1991. је била министарка правде, а од 1995. до избора за председницу је била министарка спољних послова.
На председничким изборима 29. јануара 2006. поново је изабрана за председницу Финске, са 51,8% гласова. Године 2006. разни коментатори су је помињали као потенцијалног кандидата за избор генералног секретара Уједињених нација, али је тада негирала интересовање, наводећи да жели да заврши свој председнички мандат пре него што размишља о другим опцијама за каријеру. Године 2009. „Форбс“ ју је прогласио међу 100 најмоћнијих жена на свету. Од смрти Мартија Ахтисарија 2023, Халонен је тренутно једини живи бивши председник Финске.